# Penningblad
Penningblad (Lysimachia nummularia), även mynt-lysing och penningarv är en art i familjen ardisiaväxter.
Artepitetet "nummularia" syftar på bladens form och kommer av latinets "nummus" som betyder runda mynt.

## Synonymer
- Ephemerum nummularia (L.) Schur
- Lysimachia nemorum Geners. nom. illeg.
- Lysimachia nummularia f. longipes (David) Nikolic
- Lysimachia nummularia subf. longipes David
- Lysimachia nummularia var. festiva E.Fourn
- Lysimachia repens Stokes nom. illeg.
- Lysimachia rotundifolia F.W.Schmidt
- Lysimachia suaveolens Sch? ex Garcke
- Lysimachia zawadskii Wiesner
- Naumburgia prostrata Opiz
- Nummularia centimorbia Fourr
- Nummularia officinalis Erndt
- Nummularia prostrata Opiz